# Aliança do Tocantins
Aliança do Tocantins är en kommun i Brasilien.   Den ligger i delstaten Tocantins, i den centrala delen av landet, 500 km norr om huvudstaden Brasília. Antalet invånare är 5 663.
Omgivningarna runt Aliança do Tocantins är huvudsakligen savann. Runt Aliança do Tocantins är det mycket glesbefolkat, med 3 invånare per kvadratkilometer.